# Пікмі
Пікмі (від Англійської pick me [обери мене])— дівчина, яка намагається привернути увагу хлопців, принижуючи інших дівчат і показуючи, що вона не така, як вони. Зазвичай використовується у негативному контексті.

## Походження
Англ. to pick – це обирати, відповідно, pick me – обери мене.